# Pierre Gioffredo
Pietro Gioffredo, dit en français Pierre Gioffredo, né le 16 août 1629 à Nice (alors comté de Nice des États de Savoie) et mort le 11 novembre 1692 à Nice, est un homme d'Église et historien niçois à la cour des ducs de Savoie, à Turin.

## Biographie
Il est né dans une famille déjà impliquée dans les affaires municipales. Il étudie chez les Jésuites nouvellement installés à Nice,. Il est nommé directeur des écoles primaires par la ville en 1649, poste qu'il occupe jusqu'en 1660,. Il est ordonné prêtre en 1653,. En 1657, il publie son premier ouvrage Nicaea civitas sacris monumentis illustrata sur l'histoire de la ville de Nice, les évêques de Nice et d'autres personnalités catholiques.
Remarqué par Charles-Emmanuel II de Savoie grâce à cette œuvre, il est invité à Turin et finalement est nommé historien de la Maison ducale de Savoie le 20 mars 1662. En 1665, il est nommé à la tête de l'église des Oratoriens de Turin, Sant'Eusebio, dont il assure la charge jusqu'en 1673.
En 1673, l'estime que lui porte le duc lui permet de devenir précepteur et aumônier du futur duc Victor-Amédée II.
En 1674, il reçoit la charge de bibliothécaire ducal à la suite d'un autre Niçois, Jules Torrini.
Il est fait citoyen d'honneur de Turin, capitale du duché de Savoie en 1677 et reçoit en 1679 la croix de l'ordre des Saints-Maurice-et-Lazare, dont il écrit l'histoire en 1681.
Il participe à la rédaction des textes accompagnant les vues du Theatrum Statuum Sabaudiæ avec le jésuite et écrivain Emanuele Tesauro (1592-1675), ouvrage publié en 1682.
Il devient, en 1688, abbé de l'abbaye de Sainte-Marie-des-Alpes dans une vallée du Chablais en Savoie à 25 km de Thonon. Son désir de revenir à Nice lui fait échanger en 1689 la charge de l'abbaye contre celle de Saint-Pons à Nice.
Son œuvre majeure, la Storia delle Alpi marittime (Histoire des Alpes maritimes), écrite probablement vers 1690, n'est publiée à Turin qu'en 1839. Il s'agit d'un ensemble de 4 160 pages regroupées en 7 volumes indexés. Issu d'un long travail et de connaissances familiales, il regroupe toutes les connaissances géographiques sur la région, auxquelles viennent s'ajouter des connaissances ethnologiques sur les populations qui habitent alors ces contrées. Il regroupe également l'ensemble des données historiques accessibles sur la région entre 1648 et 1652 en citant plus de 200 auteurs, tant antiques que médiévaux, et rassemble des informations puisées dans les bibliothèques ducales, les archives municipales, cléricales et familiales disséminées dans l'ensemble du duché.
Lors du siège de la ville par les Français en 1691, dont il se fera le rapporteur historique, il négocie la capitulation de la ville.
Il meurt à Nice le 11 novembre 1692 .

## Œuvre
Les œuvres de Pierre Gioffredo sont au nombre de six, :
- (la) Nicaea civitas sacris monumentis illustrata [« La ville de Nice illustrée par ses monuments sacrés »], publié en 1658[1].
- (la) Epigrammata, 1681[1].
- Histoire de l'ordre des Saints-Maurice-et-Savoie, 1681[1].
- (la) Theatrum Statuum Sabaudiæ (nom complet : Theatrum statuum Regiae Celsitudinis Sabaudiæ Ducis), dont Pierre Gioffredo a rédigé une partie des notices historiques et coordonné l’édition, écrit entre 1972 et 1978, et publié en 1682[1].
- (it) Pietro Gioffredo, « Storia delle Alpi Marittime » [« Histoire des Alpes maritimes »], dans Historiae patriae monumenta (texte écrit vers 1690), Turin, Regia Deputazione sopra gli studi di Storia Patria, 1839 (lire en ligne)[1].
  - (fr) Pierre Gioffredo (trad. de l'italien par Hervé Barelli), Histoire des Alpes maritimes : Une histoire de Nice et des Alpes du Sud des origines au 17e siècle [« Storia delle Alpi Marittime »], Nice, Nice Musées, coll. « Bibliouteca gioffrediana », juillet 2008, 647 - 721 p. (ISBN 978-2-913548-91-6). — Ouvrage en 5 volumes. La traduction de l'italien et les notes sont établies par Hervé Barelli, les textes en latin sont traduits par Marcelle Prève.
    - Chorographie des Alpes maritimes. Une description de Nice et des Alpes du Sud au XVIIe siècle, vol. 1, juillet 2008, 220 p..
    - Du temps d'Hercule à 1300, vol. 2, juillet 2008, 651 p. (ISBN 978-2-913548-94-7).
    - De 1301 à 1528, vol. 3, juillet 2008, 647 p. (ISBN 978-2-913548-99-2).
    - De 1529 à 1652, vol. 4, juillet 2008, 721 p. (ISBN 978-2-913548-99-2).
    - Index, bibliographie, atlas, vol. 5, juillet 2008, 222 p. (ISBN 978-2-913548-94-7).
- (it) Relazione dei fatti occorsi durante l'ultimo assedio di Nizza [« Récit des événements survenus durant l’ultime siège de Nice »], 1691[1].